# Дуцзянъянь (Чэнду)
Дуцзянъя́нь (кит. упр. 都江堰, пиньинь Dūjiāngyàn) — городской уезд города субпровинциального значения Чэнду провинции Сычуань (КНР). Городской уезд назван в честь древней ирригационной системы Дуцзянъянь.

## История
В эпоху Троецарствия в царстве Шу был образован уезд Ду’ань (都安县), а во времена государства Северная Чжоу был создан уезд Цинчэн (清城县). При империи Тан уезд Ду’ань был переименован в Даоцзян (导江县), а Цинчэн стал писаться как 青城县. При монгольской империи Юань уезды Даоцзян и Цинчэн были объединены в область Гуань (灌州). При империи Мин область Гуаньчжоу была преобразована в уезд Гуаньсянь (灌县).
В 1950 году был образован Специальный район Вэньцзян (温江专区), и уезд вошёл в его состав; в 1970 году Специальный район Вэньцзян был переименован в Округ Вэньцзян (温江地区). В 1983 году округ Вэньцзян был расформирован, и уезд перешёл под юрисдикцию Чэнду. Постановлением Госсовета КНР от мая 1988 года уезд Гуань был преобразован в городской уезд Дуцзянъянь.

## Административное деление
Городской уезд Дуцзянъянь делится на 5 уличных комитетов, 13 посёлков и 1 волость.